# William Walters
William Walters (William John „Willie“ Walters; * 31. Juli 1907 in Wakkerstroom; † 15. Juli 1994 in Scottburgh) war ein südafrikanischer Sprinter.
1930 gewann er bei den British Empire Games in Hamilton Silber über 440 Yards und jeweils Bronze über 220 Yards sowie mit der südafrikanischen 4-mal-110- und 4-mal-440-Yards-Stafette.
Bei den Olympischen Spielen 1932 in Los Angeles wurde er Vierter über 400 m und Sechster über 200 m.